# Das deutsche Mutterherz
Das deutsche Mutterherz (Alternativtitel: Die für die Heimat bluten) ist ein deutsches Filmdrama von 1926.

## Handlung
Die Witwe Erdmann hat fünf Söhne. Ihr jüngster Sohn Oscar ist allerdings missraten. Er ist ein Lügner, Betrüger und ein Dieb, der auch noch das Geld seiner Mutter verjubelt. Als die vier anderen Söhne sich freiwillig zum Kriegsdienst melden, verweigert er den Dienst an der Waffe mit den Worten „Es ist zu grauenhaft - ich will leben!“ Während des Krieges wird er von einem feindlichen Staat angeworben, ein Munitionslager zu sprengen. Er schreckt noch nicht einmal davor zurück, seine Mutter, die das verhindern will, brutal zusammenzuschlagen. Als ein Wachtposten daraufhin das Feuer eröffnet, wird sie schwer verwundet und stirbt. 
Am Totenbett knien ihre Kinder. Während dieser Totenwache ziehen Soldaten am Fenster vorbei und singen das Deutschlandlied „Deutsche Frauen, deutsche Treue!“. Die Söhne brechen weinend zusammen.

## Hintergrund
Für die Bauten waren Otto Voelckers und Peter Rochelsberg zuständig, produziert wurde der Film von der Ewe-Film GmbH (München). Er hat eine Länge von 2418 Metern, ca. 132 Minuten. Zensiert wurde er am 14. Juli 1926 und am 28. Juli 1926 im Alhambra in Berlin uraufgeführt.
Heinz Rühmann gab hier sein Filmdebüt in einer durchweg unsympathischen Rolle als Muttermörder. Seine Mutter, die diesen Film mit ihrem Sohn in München ansah, soll während der Vorstellung weinend das Kino verlassen haben.
Der Film gilt als verschollen.